# Enzo Sacchi
Enzo Sacchi (Florence, 6 januari 1926 – aldaar, 12 juli 1988) was een Italiaans baanwielrenner. Hij werd zowel wereldkampioen bij de amateurs als olympisch kampioen in de sprint. 

## Belangrijkste overwinningen
1951
- Wereldkampioen sprint, Amateurs

1952
- Wereldkampioen sprint, Amateurs
- Goud op de Olympische Spelen in 1952, Sprint

1955
- Italiaans kampioen sprint

1960
- Zesdaagse van Buenos Aires

1962
- Zesdaagse van Perth

1896: Paul Masson ·
1900: Albert Taillandier ·
1920: Maurice Peeters ·
1924: Lucien Michard ·
1928: Roger Beaufrand ·
1932: Jacques van Egmond ·
1936: Toni Merkens ·
1948: Mario Ghella ·
1952: Enzo Sacchi ·
1956: Michel Rousseau ·
1960: Sante Gaiardoni ·
1964: Giovanni Pettenella ·
1968: Daniel Morelon ·
1972: Daniel Morelon ·
1976: Anton Tkáč ·
1980: Lutz Heßlich ·
1984: Mark Gorski ·
1988: Lutz Heßlich ·
1992: Jens Fiedler ·
1996: Jens Fiedler ·
2000: Marty Nothstein ·
2004: Ryan Bayley ·
2008: Chris Hoy · 
2012: Jason Kenny · 
2016: Jason Kenny · 
2020: Harrie Lavreysen · 
2024: Harrie Lavreysen